# Rusiate Rogoyawa
Rusiate Rogoyawa (Cikobia, 16 maggio 1961) è un ex fondista figiano che rappresentò la propria nazionale alle Olimpiadi invernali di Calgary 1988 e di Lillehammer 1994.

## Biografia
Disse di aver imparato a sciare durante un lungo soggiorno a Oslo per motivi di studio. Fu l'unico esponente della delegazione figiana ai giochi olimpici invernali di Calgary del 1988; nella 15 km di fondo chiuse in 83ª posizione su 85 partecipanti. Di nuovo unico rappresentante delle Figi alle Olimpiadi invernali di Lillehammer del 1994, chiuse in ultima posizione su 88 atleti nella gara di fondo sui 10 km.